# Алфёрково
Алфёрково — деревня в Холм-Жирковском районе Смоленской области России. Входит в состав Лехминского сельского поселения. Население — 9 жителей (2007 год).
Расположена в северной части области в 3 км к северо-западу от Холм-Жирковского, в 42 км севернее автодороги М1 «Беларусь», на берегу реки Соля. В 11 км западнее деревни расположена железнодорожная станция Канютино на линии Дурово — Владимирский Тупик.

## История
В годы Великой Отечественной войны деревня была оккупирована гитлеровскими войсками в октябре 1941 года, освобождена в марте 1943 года.